# Odontotilla conjuncta
Odontotilla conjuncta (лат.) — вид ос-немок из подсемейства Myrmillinae.

## Описание
Главным образом, Северная и Восточная Африка (Джибути, Кения, Мавритания, Сенегал, Сомали, Судан, Чад, Эритрея, Эфиопия), также Йемен, Саудовская Аравия. У самцов 13-члениковые усики, у самок — 12-члениковые. Самка осы пробирается в чужое гнездо и откладывает яйца на личинок хозяина, которыми кормятся их собственные личинки.

## Систематика
Относится к подсемейству Myrmillinae Bischoff, 1920. Некоторые авторы рассматривают этот вид в составе рода Omotilla под именем Omotilla conjuncta.
- Odontotilla conjuncta (Klug, 1829)
  - Mutilla conjuncta Klug, 1829